# Cuisine ukrainienne
 (avril 2015).

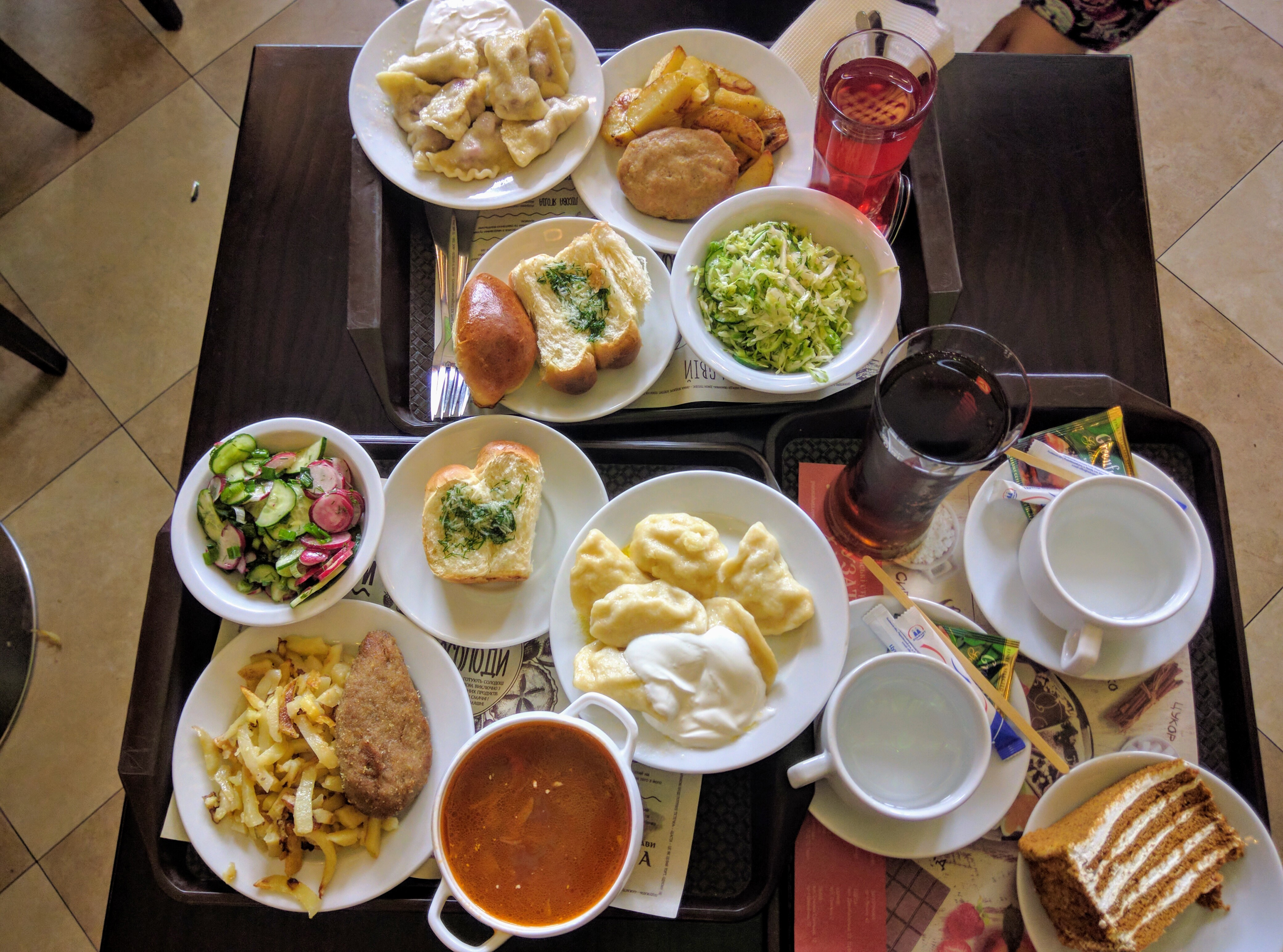
Plats ukrainiens populaires

La cuisine ukrainienne fait référence à divers styles gastronomiques dérivés de la tradition ukrainienne. 
La cuisine nationale ukrainienne appartient au système alimentaire européen et, en même temps, elle contient également en partie des composants des cuisines des nations asiatiques.
La cuisine ukrainienne contient plus de cent recettes traditionnelles: les bortschs et les pampushki, palyanytsia et galushki, banush, varenyky, les boissons de fruit et de miel sont bien connues dans le monde entier.
Le tourisme culinaire est la première raison nommée comme une raison de la visite en Ukraine. 
Beaucoup de spécificités de la cuisine ukrainienne sont déterminées par le mode de vie des ukrainiennes, la plupart desquelles étant ou ayant été agricultrices.

## Agriculture
L’Ukraine est une grande exportatrice de maïs, d'huile de tournesol, de céréales, de soja et de viande.

## Conservation
Traditionnellement, les aliments sont souvent conservés de différentes manières, afin d’être conservés et consommées tout au long de l’année.

### Fermentation

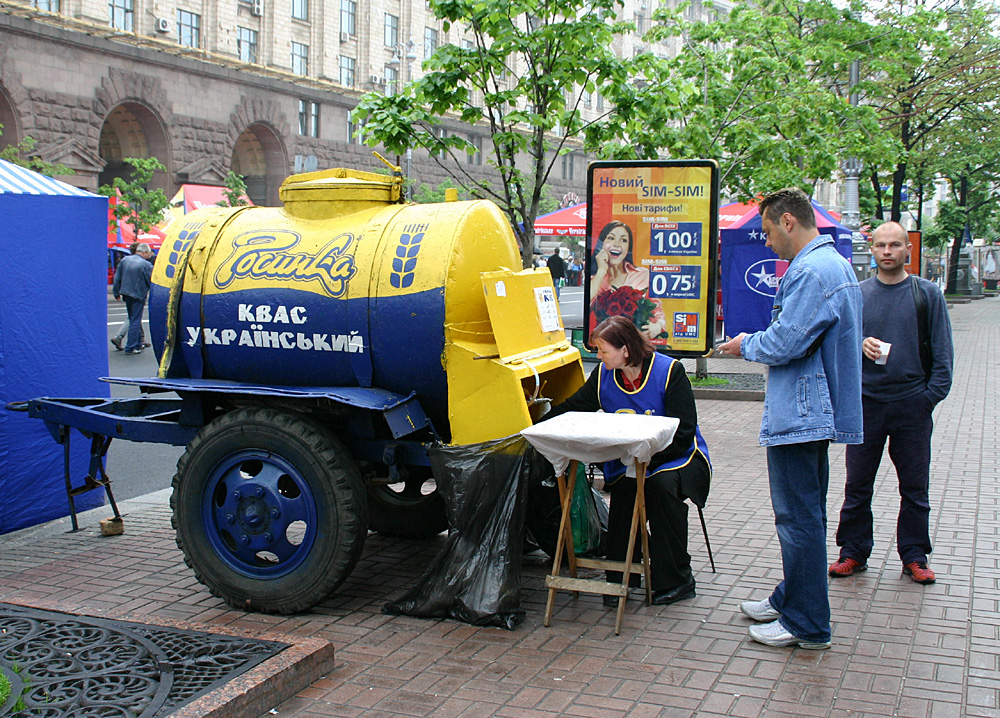
Vente ambulante de kvas dans une rue de Kiev en Ukraine.

Certaines boissons traditionnelles sont fermentées, telles que le kvas (de betterave ou de seigle), l’hydromel (mid, ou médovoukha, медовуха), recette très ancienne à base de miel fermenté, et qui redevient populaire dans le pays, la ryazhanka, au lait cuit, et le kéfir.
Les fruits et légumes peuvent également être conservés de cette manières. Ils peuvent être consommés tel quel ou servir d’ingrédients dans d’autres préparations : betteraves, choux, cornichons, tomates, aubergines, poivrons, pastèques.

### Salaison et saumurage

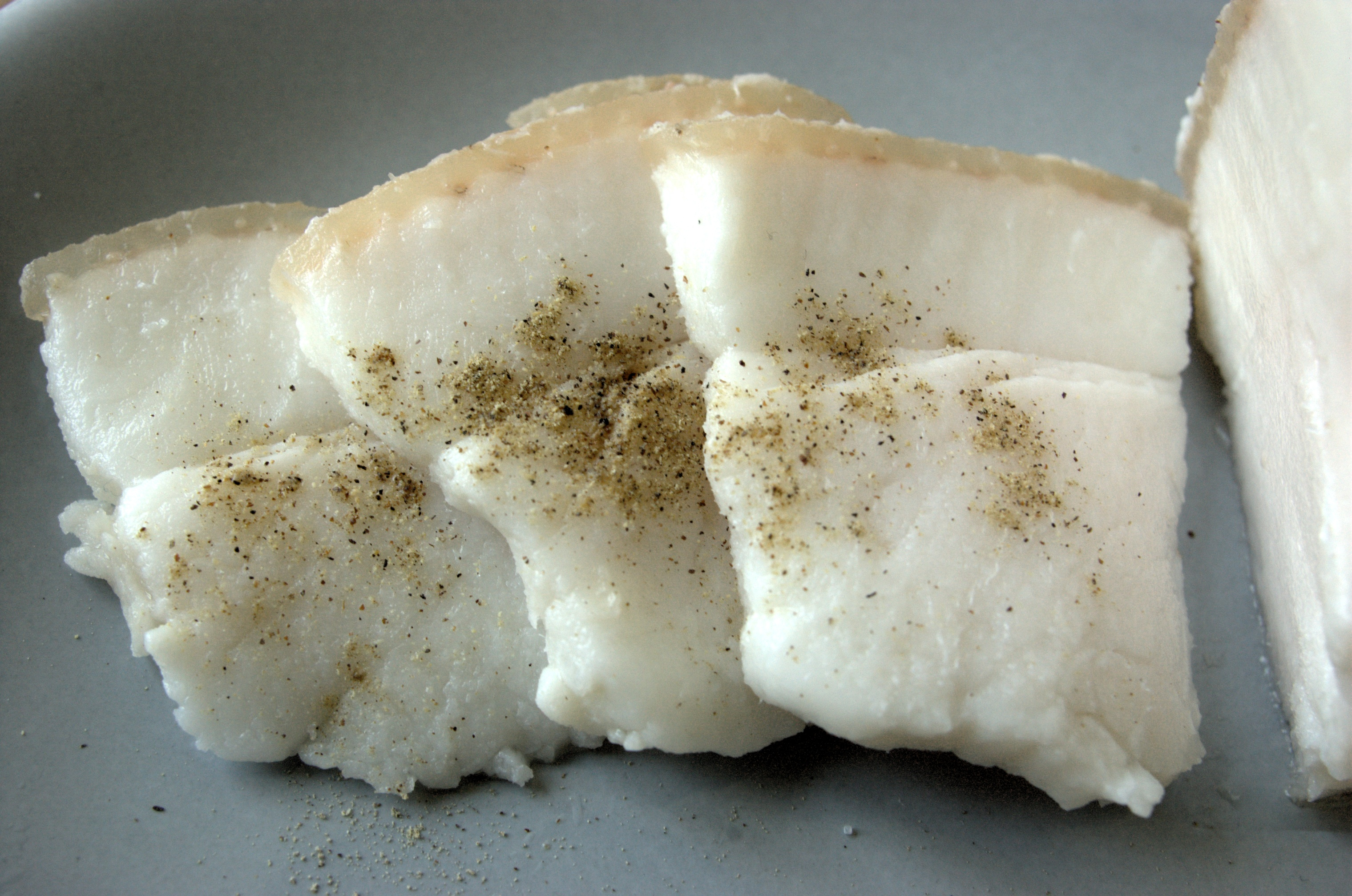
Des tranches de salo poivrées.

La salaison se fait à l’aide de sel et de différents condiments (raifort, feuilles de cerisier, aneth, oignon, ail…). 
Plusieurs plats en découlent directement, comme le solonyna, apparentée au corned-beef, et qui servait de base de préparation au bortch, et le salo (en), du lard salé, parfois cru, similaire au bacon mais plus gras. Il est servi en accompagnement le plus souvent, parfois seul ou avec du pain et des légumes pour une collation. Il est aussi utilisé comme ingrédient pour faire cuire la viande et les pommes de terre. Concernant les poissons, le balyk, en particulier d’esturgeon, était populaire entre le XVIIIe et le XIXe siècle.
Le saumurage concernait en particulier les poissons tels que le hareng, la carpe ou le brème.
D’autres produits pouvaient également être conservés salés : fromage, pour les gâteaux ou les varenyky, champignons, cornichons, poivrons, aubergines, ail.

### Fumage et boucanage
Divers aliments peuvent être fumés : viandes (jambon, saucisson de porc…), poissons, fruits (pruneaux, poires…).
Les aliments fumés peuvent être utilisés dans plusieurs plats (solianka, kanapky).

### Séchage
Le séchage est principalement utilisé pour les fruits : pommes, poires, prunes cerises….
L’ouzvar est une boisson traditionnelle à base de miel et de fruits secs fumés ou séchés.

## Accompagnements
Ils sont souvent accompagnés de galettes de pommes de terre, de pain noir ou de fromage de brebis.

## Variation par région
En Ukraine centrale, la farine de blé est très utilisée, notamment pour les varenyky et les galuchky. À Kiev, le poulet à la Kiev est une spécialité.
Les Houtsoules utilisent beaucoup de champignons et de baies pour leur cuisine. Dans les Carpates et les régions boisées, le fromage de brebis (brynza), les champignons et les fruits des bois sont utilisés.
En Crimée, on trouve beaucoup de nourriture d'inspiration tatar. On y trouve beaucoup de tchibereki à croûte croustillante et à farce de viande et de chachlyk, un kebab géorgien.
La région de Poltava accompagne le borchtch de pampouchky, des petits pains cuits avec de l'ail et de l'huile, de krov'anka (boudin noir fermier) et de sitchenyky (boulettes de viande hachée). Odessa se spécialise dans les fruits de mer.

## Plats traditionnels

### Soupes

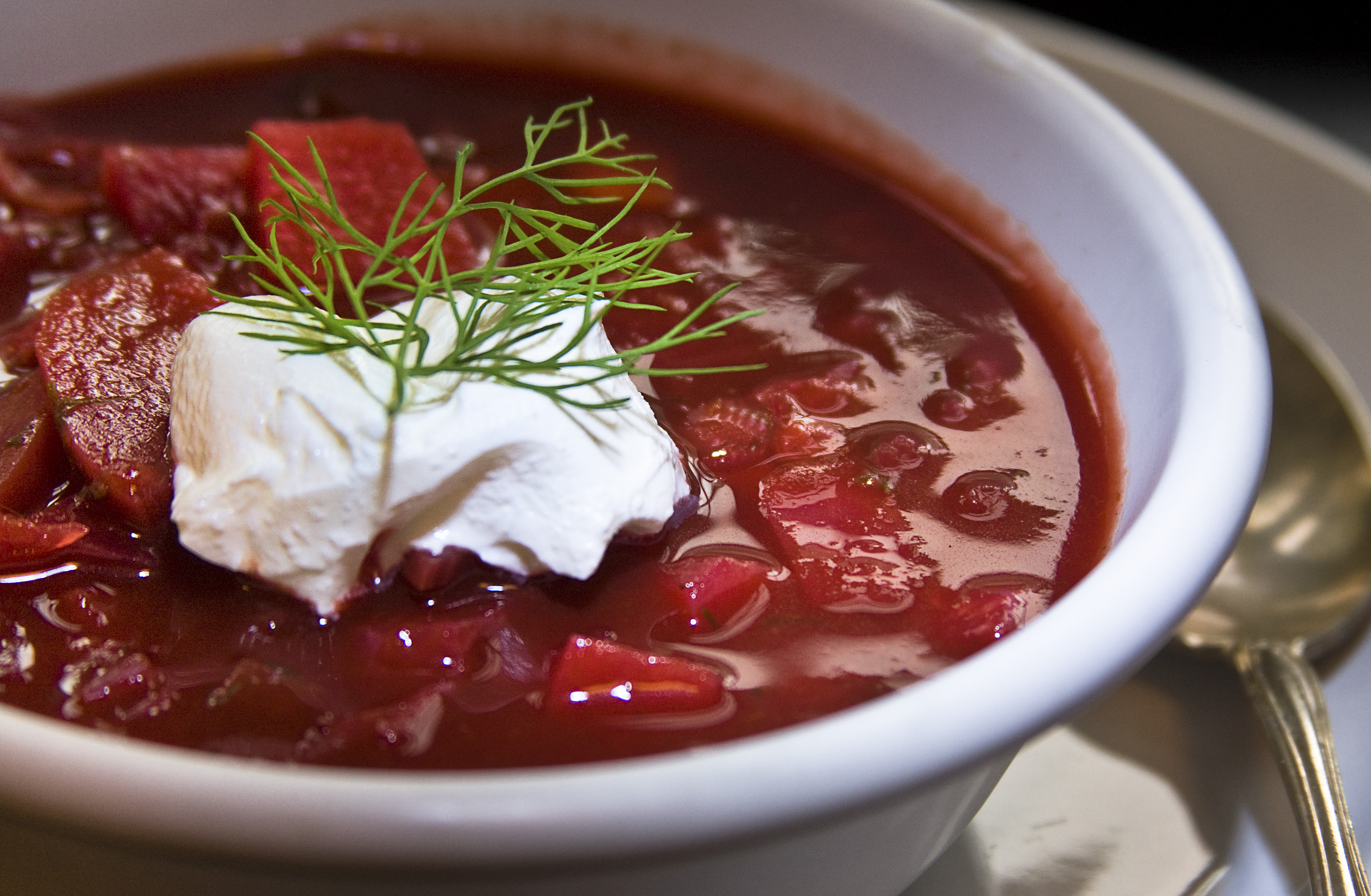
Bortsch.

Le bortsch est un potage aux légumes populaire parmi les nations slaves orientales, originaire d'Ukraine,. Il est le plus souvent servi avec des pampouchky, des beignets à l'ail. Il existe plus de trente recettes régionales de bortsch, souvent avec de la viande ; il est possible de trouver du bortsch vert ou bleu. En Ukraine, le bortsch contient presque toujours de la betterave et est servi en entrée.

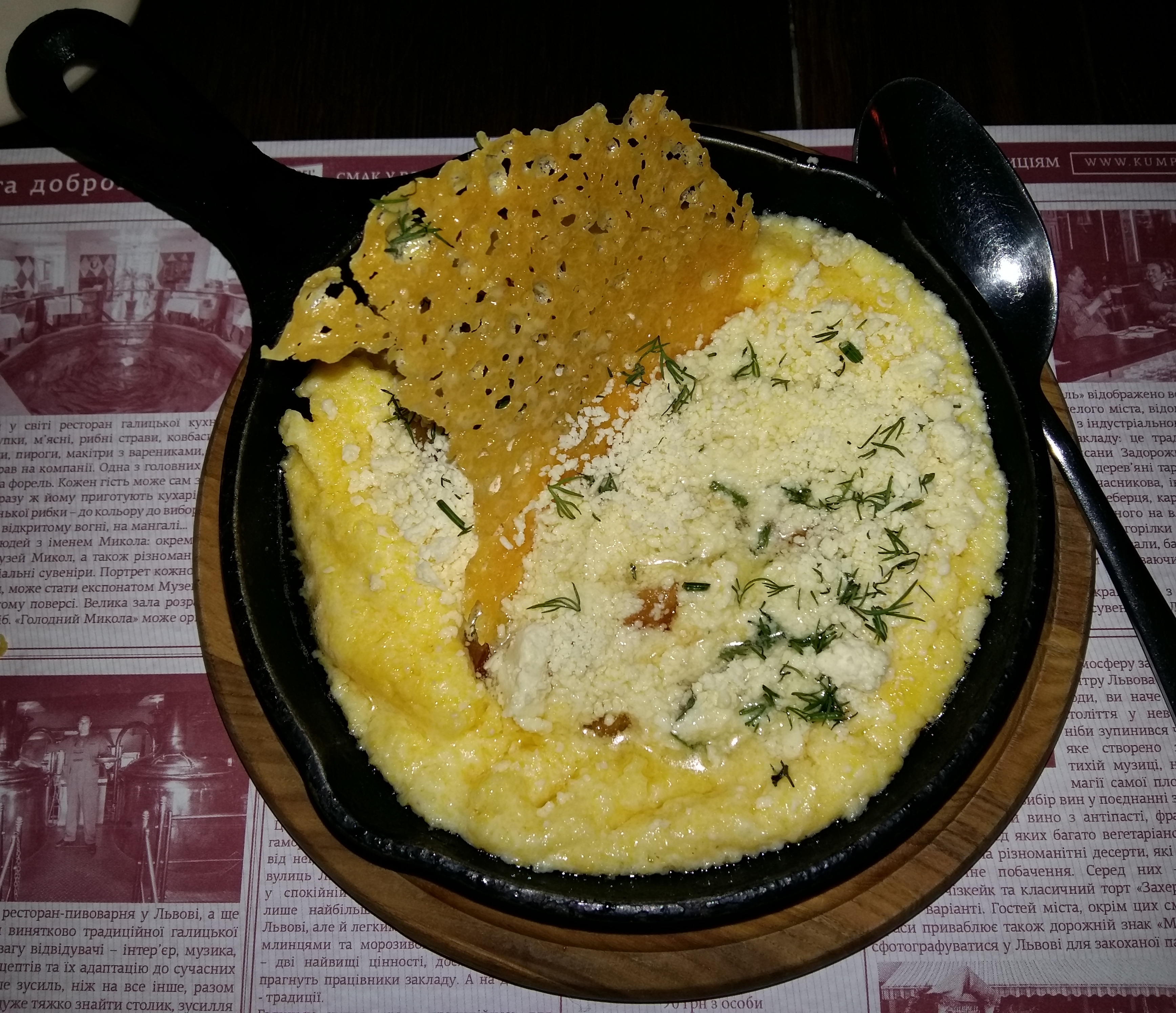
Un plat de banoche.

Dans la région des Carpates, le banoche (ou banouche) est une bouillie de farine de maïs, cuite avec de la crème fraîche et servie avec des lardons grillés et du fromage de brebis. Il ressemble à la polenta.
L'oukha est un potage à base de poisson d'eau douce, habituellement de la carpe.
- Kapousniak : potage à base de choucroute.
- Solianka : potage pouvant comporter viande fumée, rognons, concombre au vinaigre, pommes de terre, carottes, oignon, tomates, olives.
- Rassolnik : potage à base d'orge ou de riz, avec des conserves au vinaigre, parfois servies avec des rognons.
- Vouchka ou galuchky (« oreillettes ») : boulettes de pâte triangulaires, parfois farcies de champignons, en potage ou servies à part.

### Salades
- Salade russe (à l'origine une recette du cuisinier français Lucien Olivier, qui vivait à Moscou à la fin du XIXe siècle) : sorte de macédoine, appelée « salade russe » dans l'ouest du pays.
- Vinihret (« vinaigrette ») : salade de betteraves rouges avec des petits pois, des oignons et des haricots blancs.
- Conserves au vinaigre : les concombres ou tomates marinés (kvacheni ohirky, kvacheni pomidory) sont habituellement préparés avec de l'ail et de l'aneth. Également la choucroute (kvachena kapusta).
- Kapustianyï : choucroute ou chou râpé frais, servi avec de la mayonnaise, de l'huile, additionné de klukva ou de noix râpées.
- Vesnianyï : concombres et tomates coupés en dés, additionnés d'aneth ou de persil, en saison.
- Oseledets : harengs marinés, habituellement servis avec des oignons, du poivre noir et de l'huile de tournesol.
- Hareng en fourrure (oseledets pid chouboyu) : salade de betteraves avec des harengs marinés, de la pomme et de l'oignon, complétée avec de la mayonnaise.
- Champignons marinés : habituellement servis en apéritif, également préparés avec de l'huile et des oignons[9].

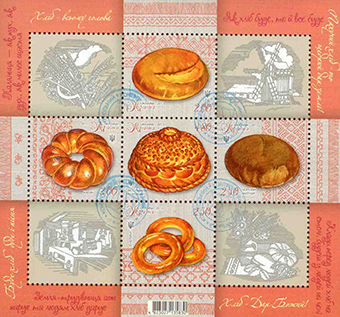
Pains ukrainiens sur un timbre émis en 2013.

### Pains
Les pains et les produits à base de blé sont très importants dans la cuisine ukrainienne. Les décorations sur le dessus peuvent être très raffinées pour des célébrations.
Les pampouchky sont des petits pains cuits avec de l'ail et de l'huile.
Le Korovaï est un pain rond et tressé, semblable au kalatch. Il est le plus souvent cuit au four et servi spécialement lors des mariages ; il est décoré de motifs animaux et végétaux (oiseaux, couronne de pervenches…). La palianytsia est également un pain préparé pour des occasions festives.
- Paska (Паска) : pain riche traditionnel de Pâques, cuit dans un moule cylindrique. Le dessus de la paska est décoré des symboles typiques de Pâques, tels que des roses ou des croix. Le terme de paska désigne également un dessert à base de tvorog (fromage blanc pressé), de forme cylindrique ou pyramidale, additionné de fruits secs.
- Babka : un autre pain de Pâques, habituellement une pâte sucrée avec des raisins secs et d'autres fruits secs. Il est habituellement cuit au four dans un grand moule cylindrique.
- Kalatch : pain de forme annulaire, typiquement servi à Noël et aux enterrements. La pâte est tressée, souvent avec trois tresses représentant la Sainte Trinité. La tresse est alors bouclée en un cercle (« cercle » = kolo en ukrainien) représentant le cercle de la vie et de la famille.

### Plats principaux

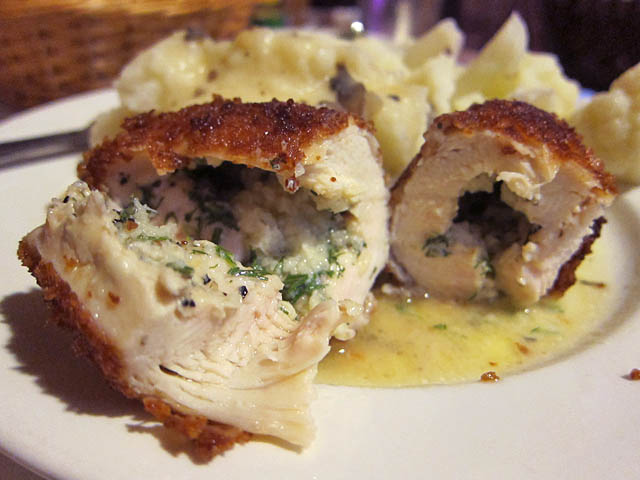
Poulet à la Kiev.

Le poulet à la Kiev est un blanc de poulet pressé et roulé autour de beurre aux herbes.

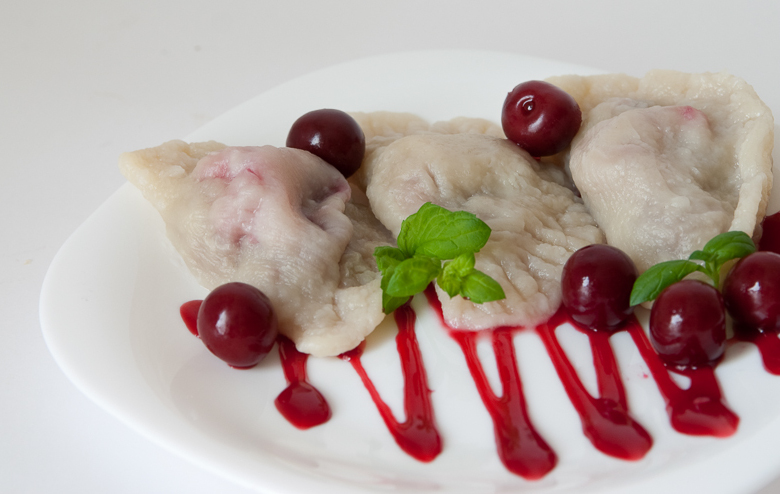
Varenyky ukrainiens farcis de griottes en dessert.

Les varenyky sont une sorte de raviolis bouillis, habituellement farcis de pomme de terre, de chou, de fromage ou de fruits de saison, additionnés de beurre et de sucre ou de chkvarky (morceaux de lard frit avec des oignons), servi avec de la crème aigre. Ils sont parfois frits. Les Deruny ou pliatsky sont des beignets de pommes de terre, habituellement servis avec une généreuse portion de crème aigre. Ils peuvent être farcis au fromage blanc.
Les holubtsi (chou farci) sont des feuilles de chou, parfois de vigne, farcies de viande hachée et de riz ou de millet haché (pchono), ou des feuilles de betterave farcies de sarrasin. Ils sont servis avec de la crème fraîche. Des poivrons peuvent aussi être farcis et appelés Farchyrovani pertsi.

De nombreux plats de côtelettes sont cuits avec des fruits. 
En Crimée, les Tatars préparent des tchibereki à croûte croustillante et à farce de viande, un plat servi autant pour les fêtes qu'au quotidien.
Le chachlyk, un kebab géorgien, est très apprécié dans le pays. Il s'agit de brochettes de viande (généralement d'agneau) cuites au charbon de bois et servies avec des légumes et du pain pita.
- Syrnyky : beignets de fromage blanc, parfois avec des raisins secs.
- Mlyntsi (ou blyntsi ou nalysnyky) : crêpes garnies habituellement de fromage blanc, de viande, de caviar ou de fruits.
- Canard ou oie farcis : préparés avec des pommes.
- Gibier : lièvre, cailles, viande de sanglier et d'élan sont également préparés à l'occasion.
- Viande rôtie (petchenya) : rôtis de porc, de veau, de bœuf ou d'agneau.
- Poissons (ryba) : frits roulés dans l'œuf et la farine ; cuits au four avec des champignons, du fromage et du citron. Également marinés, séchés ou fumés. Principales espèces : esturgeon, anguille, carpe, brème, tanche, brochet, goujon, perche.
- Studynets : poisson en gelée (zalyvne) ou viande en gelée (kholodets).
- Courgettes ou aubergines farcies : rôties au four, farcies avec des tomates, des poivrons, des champignons, et/ou du riz.
- Kacha hretchana zi chkvarkamy : semoule de sarrasin avec des morceaux de lard et/ou d'oignon frits.
- Pommes de terre (kartoplia, aussi barabolia ou bulba) : nouvelles, épluchées ou non, servies avec beurre, crème aigre, aneth ; une variété raffinée inclut de l'œuf cru.
- Huliach : fait référence au ragoût en général, ou plus spécifiquement à la goulash hongroise.
- Saucisse (kovbasa ou sosysky) : différentes variétés au porc fumé ou bouilli, au bœuf ou au poulet.
- Kotlety (pluriel ; singulier : kotleta) : galettes de viande hachée ou de poisson, parfois roulées dans la chapelure.
- Kanapky : canapés de pain noir ou blanc (frais ou légèrement grillé), recouverts de mayonnaise ou de beurre, de caviar, de hareng fumé, de tranches de concombre et/ou de tomate garnies d'aneth ou de persil et de tranche de citron.

### Desserts
Le gâteau de Kiev est un classique ukrainien, le plus connu étant celui de la marque locale Roshen possédée par Petro Porochenko.
Les syrnyky sont des galettes de fromage blanc servies avec du sucre et de la crème fraîche ou de la confiture. Le gâteau de Pâques ou paska est un gâteau traditionnel servi lors du repas de Pâques, brioché aux raisins secs.

### Boissons

#### Alcoolisées
- La horilka (горілка) : équivalent de la vodka, fabriquée exclusivement à base de blé. La version typique est la horilka aromatisée au miel et au piment. On en trouve également nature et aromatisée à l'écorce de bouleau, de citron, de piment.
- Le samogon (alcool fabriqué maison) est également populaire, parfois additionné de fruits, d'épices ou de piments rouges.
- La bière (pyvo). Les marques les plus connues sont Obolon, Chernihivske, Slavoutytch, Sarmat et Rogan, qui exportent une partie de leur production.
- Le vin (vyno) provient d'Europe occidentale ou orientale (Moldavie, Géorgie, Bulgarie) et d'Ukraine même  en particulier de Crimée : voir Viticulture en Ukraine.

#### Sans alcool
Les boissons traditionnelles sont l'ouzvar, le kvas, le zbyten et la kompot. Le kvas est une boisson aigre-douce, légèrement gazeuse, élaborée à partir de pain de seigle séché, de levure et de sucre ; très rafraîchissant l'été, il est stocké dans des citernes sur roues pour être vendu au coin des rues[réf. nécessaire].  Le kompot est une boisson sucrée faite à partir de fruits secs ou frais et/ou de baies.

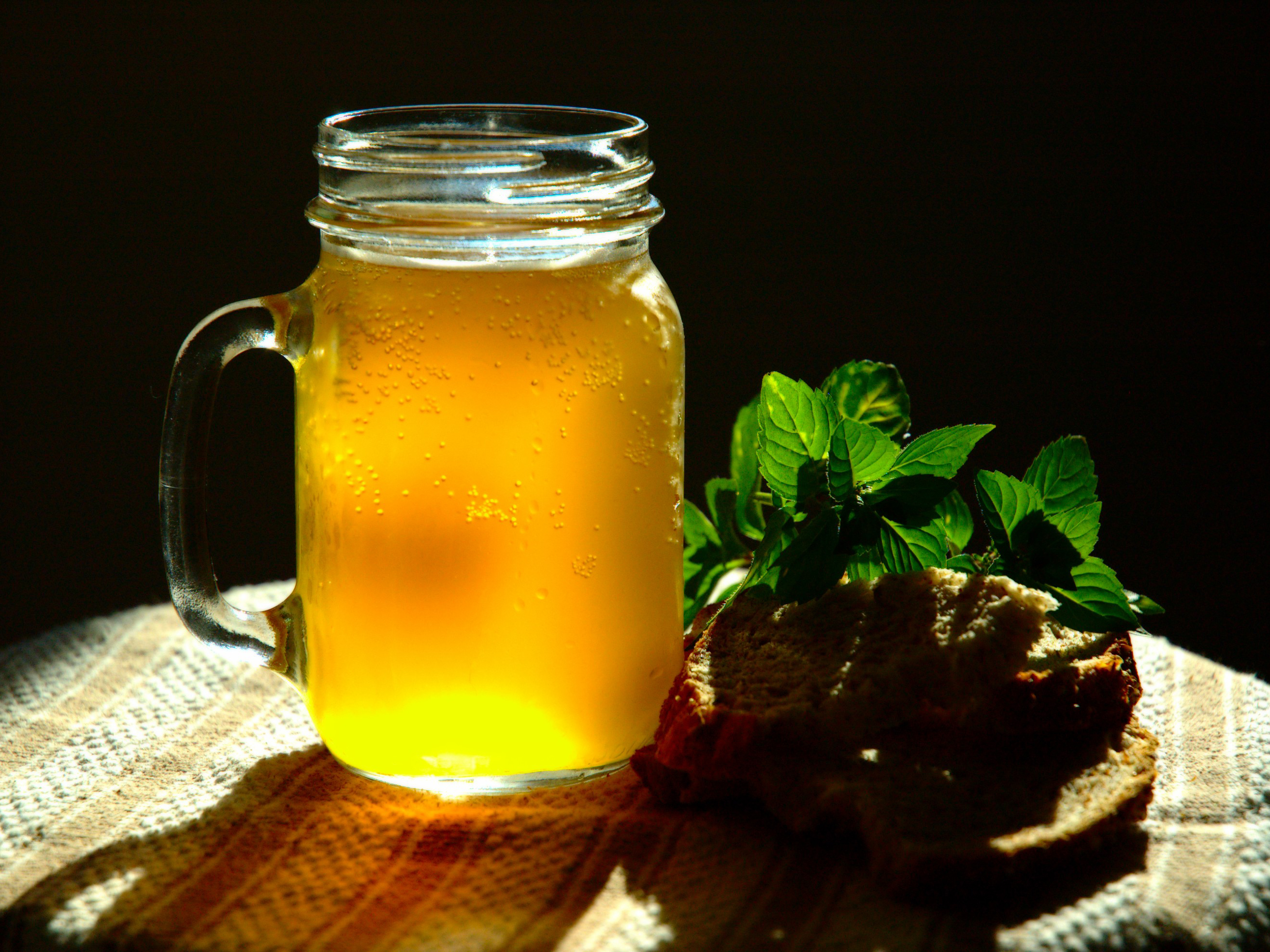
Du kvas fait maison, aromatisé à la menthe.

Le Khatykh, une boisson de lait aigre, est populaire chez les Tatars de Crimée.
- Eau minérale : les marques les plus connues sont Truskavetska, Morshynska et Myrhorodska ; elles sont généralement fortement gazéifiées.
- Lait au four.

- Varenets

## Restaurants
Yaroslav Artyukh est un chef étoilé au guide Michelin propriétaire du restaurant Kanapa à Kiev.
La chaîne Katyusha est d'inspiration soviétique et sert des plats ukrainiens.